# Lactoria cornuta

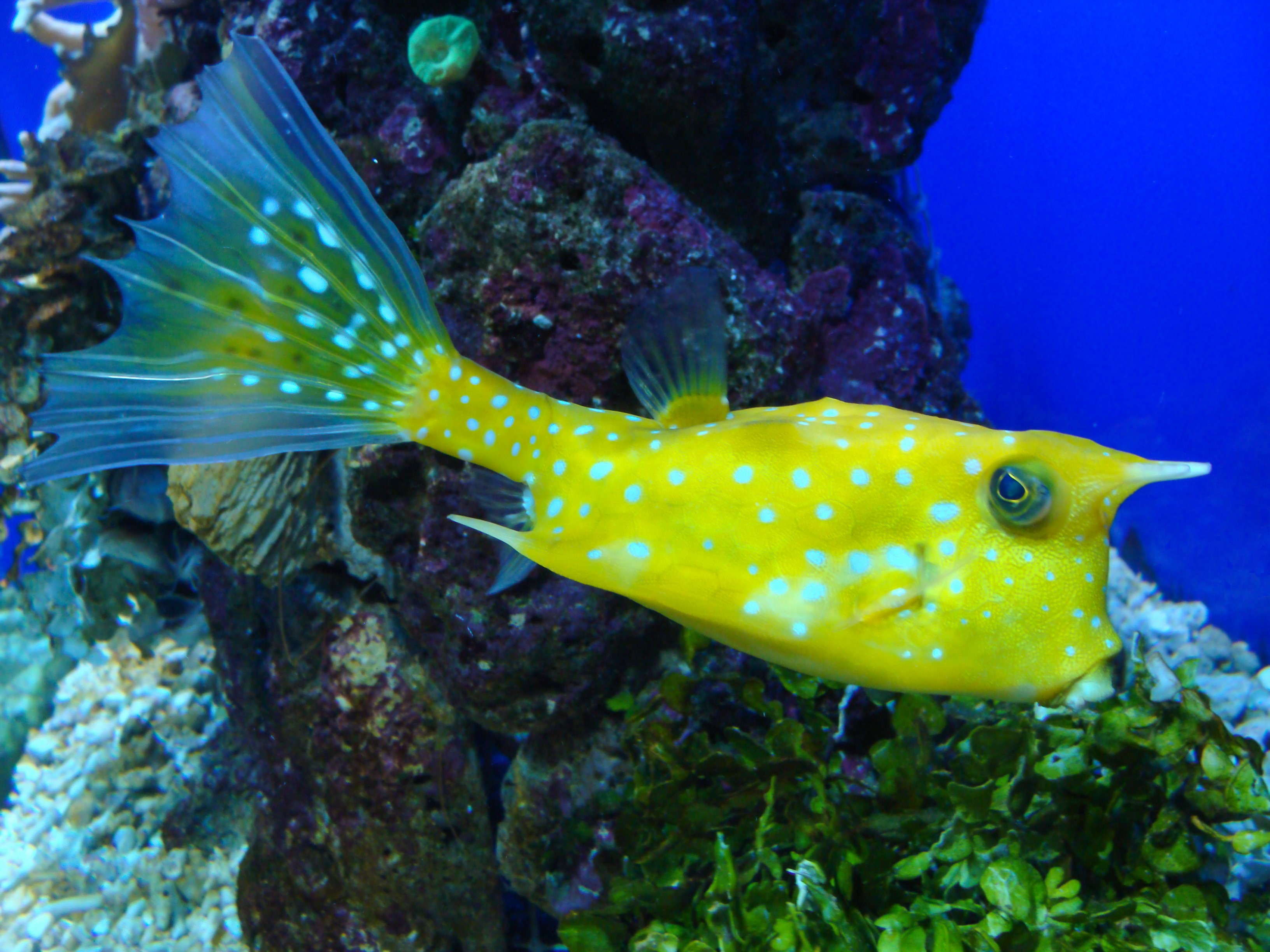

O peixe-vaca-comum (Lactoria cornuta) é um peixe do gênero Lactoria. Possui espinhos em cima de cada olho e em cada lado do corpo antes da barbatana anal e não possui barbatana pélvica.
É encontrado desde o Mar Vermelho e África Oriental até as Ilhas Marquesas, o arquipélago de Tuamotu, sul do Japão e ilha de Lord Howe.